# シャゼル＝シュル＝リヨン
シャゼル＝シュル＝リヨン （Chazelles-sur-Lyon）は、オーヴェルニュ＝ローヌ＝アルプ地域圏、ロワール県のコミューン。

## 地理
コミューンはコワーズ川に隣接する。

## 歴史
シャゼル＝シュル＝リヨンは、現在のノートルダム教会より古く、13世紀に消え失せてしまっているサン＝ロマン＝ル＝ヴュー教会（イル・バルブ修道院に属す）の教区として存在した。
1148年、フォレ伯ギィ2世はフォレ伯領のシャゼルの権利を聖ヨハネ騎士団の騎士たちに割譲した。彼らがコミューンとしてのシャゼル＝シュル＝リヨンの名を与え、伝承によると、騎士たちはフェルトを作る技術をもたらしたという。
1889年、ヴィリセル・シャゼル駅と、5km離れたサン・サンフォリアン・シュル・コワーズ駅との間のトラム運行が始まった。1899年から1933年までの間に、年間平均約10万人の乗客を運び、廃止されるまでピーク時には15000トンの商品が運ばれた。

## 人口統計
| 1962年 | 1968年 | 1975年 | 1982年 | 1990年 | 1999年 | 2007年 | 2014年 |
| ------ | ------ | ------ | ------ | ------ | ------ | ------ | ------ |
| 5717   | 5546   | 5360   | 5021   | 4895   | 4801   | 5074   | 5150   |

参照元:1962年から1999年までは複数コミューンに住所登録をする者の重複分を除いたもの。それ以降は当該コミューンの人口統計によるもの。1999年までEHESS/Cassini、2006年以降INSEE。